# Heinrich Christian Boie
Heinrich Christian Boie (19. juli 1744 – 3. marts 1806) var en tysk forfatter.
Boie studerede jura i Jena, kom senere til Göttingen, hvor han sammen med Gotter grundlagde "Göttinger Musenalmanach", der blev den første tyske Musenalmanach og organ for "Hainbund", som Boie havde været med til at stifte. 1781 blev Boie udnævnt til landfoged i Meldorf, hvor han levede til sin død.
Boie har kun udgivet et lille bind digte, men han har haft betydning som udgiver af det værdifulde tidsskrift "Deutsches Museum"
(1776-91), og hans brevveksling med Bürger, Knebel, Merck og Voss må ofte rådspørges til belysning af tidens tyske litteraturhistorie.